# Селеннях
Селеннях (якут. Силээннээх өрүс) — річка на Далекому Сході Росії, в північно-східній частині Сибіру, протікає по території Усть-Янського та Абийського улусів, північного сходу Республіки Саха (Якутія). Ліва притока річки Індигірки. Належить до водного басейну Східно-Сибірського моря.

## Географія
Річка бере свій початок в північно-західній околиці хребта Черського, при злитті двох річок: правої — Харги-Салаа та лівої — Нямнях на висоті 420 м над рівнем моря (69°28′40″ пн. ш. 137°40′34″ сх. д. / 69.47778° пн. ш. 137.67611° сх. д.). Сам витік річки Харги-Салаа знаходиться на північно-східних схилах вершини 994 м, на висоті ~720 м над рівнем моря (69°33′3″ пн. ш. 136°59′19″ сх. д. / 69.55083° пн. ш. 136.98861° сх. д.). У верхній своїй частині річка Селеннях тече в південно-східному напрямку, гірською місцевістю, по Мома-Селенняхській рифтовій западині (між Іргічинським і Селенняхським хребтами — на північному сході та хребтами Буркат і Хадаранья — на південному заході), у нижній частині — тече у східному — північно-східному напрямку, заболоченою територією Абийської низовини, у сильно звивистому руслі з численними рукавами та невеликими островами. Впадає у річку Індигірку з лівого берега (нижче за течією, на 25 км від села Куберганя), за 755 км від її гирла.
Довжина річки — 796 км (від витоку річки Харги-Салаа — 845 км), площа басейну — 30800 км². Середньорічна витрата води у гирлі — 180 м³/с. Середній похил становить — 0,85 м/км. У верхній, гірській частині похил становить близько 1,4 м/км і швидкість течії 1,2-1,5 м/с. У нижній, рівнинній частині похил русла — близько 0,35 м/км, а швидкість течії — 1-0,7 м/с, при цьому ширина русла тут доходить до 300–500 м, а глибина — до 2-2,5 м. Живлення в основному снігове та дощове. Замерзає в кінці вересня — на початку жовтня, розкривається в кінці травня — середині червня. Взимку у верхній течії перемерзає, на багатьох ділянках утворюються полої. У басейні річки, в переважній більшості в середній та нижній течії, близько 3,5 тис. озер загальною площею 537 км². Найбільші із них: Кюрюнке (30,2 км²), Бургайбит 1-ше (25,5 км²), Алисар (12,8 км²), Хачир (11 км²), Танг (8,5 км²).

## Притоки
Річка Селеннях приймає більше сотні приток, довжиною більше 10 км. Найбільших із них, довжиною 50 км і більше — 19 (від витоку до гирла):
| Назва притоки         | Довжина,(км) | Площа водозбірного басейну, (км²) | Відстань від гирла Селеннях, (км) | Витрата води,(м³/с) |
| ліві притоки          | ліві притоки | ліві притоки                      | ліві притоки                      | ліві притоки        |
| --------------------- | ------------ | --------------------------------- | --------------------------------- | ------------------- |
| Чубукулаах            | 89           | 839                               | 664                               |                     |
| Улахан-Салаа          | 60           |                                   | 611                               |                     |
| Тирехтеех             | 50           | 1 100                             | 580                               |                     |
| Чиибагалаах           | 66           |                                   | 484                               |                     |
| Томмот                | 98           | 3 530                             | 279                               |                     |
| Єленнеех              | 77           |                                   | 274                               |                     |
| праві притоки         |              |                                   |                                   |                     |
| Харги-Салаа           | 49           |                                   | 796                               |                     |
| Чамет                 | 99           | 1 010                             | 739                               |                     |
| Кюрбе-Юрех            | 52           |                                   | 557                               |                     |
| Ойосордоох            | 84           | 1 040                             | 385                               |                     |
| Кира                  | 57           |                                   | 357                               |                     |
| Суордаах              | 67           |                                   | 336                               |                     |
| Берелеех              | 154          | 3 950                             | 302                               |                     |
| Сорочкалаах           | 51           |                                   | 246                               |                     |
| Сисиктеех             | 53           |                                   | 218                               |                     |
| Великий Сисиктеех 2-й | 61           |                                   | 213                               |                     |
| Нікандья              | 80           | 359                               | 201                               |                     |
| Буор-Юрех             | 116          | 278                               | 175                               |                     |
| Чалкін                | 59           |                                   | 167                               |                     |
| Міжрічна              | 69           |                                   | 117                               |                     |

## Населенні пункти
Береги річки малозаселені. На ній розташовані кілька населених пунктів і будиночки для тимчасового (сезонного) проживання, переважно мисливців. Більшість, нечисельних населених пунктів — нежилі, (від витоку до гирла): Іридях (нежиле), Отто-Балаган (нежиле), Сайилик (Селеннях, 670 осіб — 2015 року), Бур-Хайбит (нежиле), Суордаах (нежиле).